# Fardis (shahrestan)
Fardis (persiska: شهرستان فردیس, Shahrestan-e Fardis) är en delprovins (shahrestan) i provinsen Alborz i norra Iran. Antalet invånare i delprovinsen var 271 829 vid folkräkningen 2016. Administrativ huvudort är Fardis.